# Centre de l'Amazonas

Étendue de la région du Centre de l'Amazonas.

Le Centre de l'Amazonas est l'une des quatre mésorégions de l'État de l'Amazonas au Brésil. Elle regroupe 67 municipalités groupées en six microrégions.

## Données
La région compte 2 591 388 habitants pour 356 348 km2.

## Microrégions
La mésorégion du centre de l'Amazonas est subdivisée en six microrégions : 
- microrégion de Coari ;
- microrégion d'Itacoatiara ;
- microrégion de Manaus ;
- microrégion de Parintins ;
- microrégion de Rio Preto da Eva ;
- microrégion de Tefé.